# Harold Blair
Pour les articles homonymes, voir Blair.
Harold Blair (né le 13 septembre 1924 et mort le 21 mai 1976) est un ténor et militant aborigène australien. 

## Biographie
Harold Blair est né dans la réserve autochtone de Cherbourg, à 5 km de Murgon dans le Queensland. Sa mère  Esther Quinn, était une adolescente autochtone. Son nom de famille, Blair, est celui de la famille qui a « adopté » sa mère. Sa mère et lui se rendent ensuite à la mission Purga de l'Armée du salut près d'Ipswich. Sa mère devient employée de maison, laissant Harold, alors âgé de deux ans, à la mission où il reçoit une éducation élémentaire. Blair quitte l'école à 16 ans et va obtenir un emploi comme ouvrier agricole. 
À l'âge de 17 ans, il travaille comme conducteur de tracteur à la sucrerie Fairymead. Le syndicaliste communiste Harry Green l'entend chanter et l'encourage à continuer. Il participe à un radio crochet au début de 1945 et recueille un nombre de votes record des auditeurs. Un groupe de syndicalistes, d'universitaires et de musiciens forment une société pour parrainer sa carrière. 
Il entre au Conservatoire Melba à Melbourne en 1945 et obtient son diplôme de musique avec félicitations en 1949. En 1950, Blair est invité à étudier aux États-Unis par le célèbre chanteur afro-américain Todd Duncan. Blair étudie à la Juilliard School à New York. Là, il chante dans une église de Harlem et entre dans la vie de la communauté. Il est impressionné de voir comment les gens de toutes races participent à tous les échelons de la société. 
En 1951, l'Australian Broadcasting Commission lui fait signer un contrat de trois ans commençant par une grande tournée. À la fin de la tournée il avait perdu sa voix. Rompant le contrat, il lui est interdit de chant professionnellement pendant trois ans. Découragé, Blair s'exerce à d'autres travaux et est employé dans une quincaillerie. Il s'intéresse à l'éducation et est engagé comme professeur à l'école technique de Ringwood. Plus tard, il devient professeur au Conservatoire de Melbourne et siège au Conseil des arts autochtones. 

## Militant autochtone
Blair a agi toute sa vie pour les droits des Autochtones. Il a rejoint les Ligue pour la promotion des Aborigènes à ses débuts et, plus tard, le Conseil fédéral pour la promotion des Aborigènes et des Insulaires du détroit de Torres. Regarder défiler un groupe autochtone de majorettes à Moomba en 1962 le pousse à créer le Aboriginal Children's Holiday Project et il a été un des premiers membres du conseil d'administration du Aborigines Welfare au Victoria. Il s'est présenté comme candidat pour le Parti travailliste australien à un siège au Parlement du Victoria contre le ministre des Affaires autochtones de l'époque. 

## Vie personnelle
Blair a épousé une étudiante boursière du conservatoire de chant, Dorothy Eden, en 1949, et ils ont eu deux enfants, Nerida et Warren. Le mariage a rencontré une certaine hostilité à l'époque, car il s'agissait du mariage d'un homme autochtone à une femme européenne. Il a maintenant trois petits-enfants. 
La circonscription électorale australienne de Blair au Queensland, créée en 1998, porte son nom.